# Liste des maires de Charix

Localisation de Charix, dans l'Ain.

La liste des maires de Charix présente la liste des maires de la commune de Charix, dans l'Ain.

## Liste des maires successifs depuis 1790
| Période                                  | Période  | Identité                | Étiquette | Qualité                                |
| ---------------------------------------- | -------- | ----------------------- | --------- | -------------------------------------- |
| 1790                                     | 1794     | Jean-Jacques Levrat     |           | Notaire royal sous l'Ancien Régime.    |
| 1794                                     | 1794     | François Marie Carron   |           |                                        |
| Les données manquantes sont à compléter. |          |                         |           |                                        |
| 1800                                     | 1809     | François Marie Carron   |           |                                        |
| Les données manquantes sont à compléter. |          |                         |           |                                        |
| 1816                                     | 1826     | Clément Marie Levrat    |           | Né en 1779 à Apremont et mort en 1866. |
| Les données manquantes sont à compléter. |          |                         |           |                                        |
| 1830                                     | 1845     | Godet                   |           |                                        |
| 1845                                     | 1876     | Jean-Claude Levrat      |           | Né en 1812 et mort en 1876.            |
| 1876                                     | 1884     | Clément-Marie Levrat    |           | Né en 1846 et mort en 1927.            |
| 1884                                     | 1888     | Simon Mejat             |           |                                        |
| 1888                                     | 1892     | Clément-Marie Levrat    |           |                                        |
| 1892                                     | 1896     | Simon Mejat             |           |                                        |
| 1896                                     | 1904     | Clément-Marie Levrat    |           |                                        |
| 1904                                     | 1908     | Jules Auguste Chatron   |           |                                        |
| 1908                                     | 1919     | Clément-Marie Levrat    |           |                                        |
| 1919                                     | 1925     | Marius Taravel          |           |                                        |
| 1925                                     | 1944     | Louis Auguste Mejat     |           |                                        |
| 1944                                     | 1944     | Louis Husson            |           |                                        |
| 1944                                     | 1952     | Francisque Seignemartin |           |                                        |
| 1953                                     | 1959     | Victor Husson           |           |                                        |
| 1959                                     | 1971     | Louis Chatron           |           |                                        |
| 1971                                     | 1995     | Michel Guichon          |           |                                        |
| 1995                                     | 2001     | Nelly Blanc             |           |                                        |
| 2001                                     | 2008     | Chantal Hugon           |           |                                        |
| 2008                                     | 2014     | Francisque Mercier      |           |                                        |
| 2014                                     | En cours | Didier Palisson         | SE        | Fonctionnaire                          |

## Famille Levrat
Outre Jean Jacques, Clément Marie (1779 - 1866), Jean-Claude (1812 - 1876) et Clément-Marie (1846 - 1927), tous maire de Charix, citons également Joseph Auguste Levrat (1852 - 1936), issu de la même famille, qui fut maire de Nantua.

## Pour approfondir